# Schönwalde-Glien
Schönwalde-Glien település Németországban, azon belül Brandenburgban. Lakosainak száma 10 700 fő (2023. december 31.). Schönwalde-Glien Nauen, Brieselang, Berlin, Oberkrämer, Falkensee és Hennigsdorf községekkel határos.

## Népesség
A település népességének változása:
| Lakosok száma | 8931 | 10 017 | 10 190 | 10 571 | 10 700 |
|               | 2010 | 2020   | 2021   | 2022   | 2023   |